# Ментол
Ментолът е органично съединение, което се произвежда по изкуствен път или се набавя от маслата на ментата. Представлява кристално вещество без цвят, което е твърдо на стайна температура. Ментолът има локално упоително и успокоително свойство и се използва най-често за облекчаване на раздразнение на гърлото.
В Западния свят ментолът е изолиран за пръв път през 1771 г. от Йеронимус Давид Гаубий.

## Структура
Ментолът в природата съществува под формата на чист стереоизомер, почти винаги като (1R,2S,5R). Осемте възможни стереоизомера са:
В естественото съединение изопропилната група е в транс ориентация спрямо метилната и хидроксилната групи. Следователно тя може да се изобрази по кой да е от следните начини:
Енантиомерите (+)- и (–)- на ментола са най-стабилните сред тези, базирани на своята циклохексанова конформация.
Двете кристални форми на рацематния ментол имат точка на топене съответно 28 °C и 38 °C. Чистият (−)-ментол има четири кристални форми, от които най-стабилна е α-формата.

## Биологични свойства
Способността на ментола химически да задейства чувствителните към студ TRPM8 рецептори в кожата е отговорна за охлаждащото чувство, което човек изпитва при вдишване, поглъщане или допир на ментол.
Аналгетичните свойства на ментола се постигат чрез избирателна активация на κ-опиоидните рецептори. Освен това ментолът блокира натриевите канали, чувствителни към електрическо напрежение, като по този начин намалява невралната активност, която може да стимулира мускулите.
Ментолът има широко приложение в стоматологията като локално антибактериално средство, ефективно срещу няколко вида стрептококи и лактобацили.
В големи дози ментолът може да бъде смъртоносен за хората. Предозирането с него води до болки в корема, атаксия, предсърдно мъждене, брадикардия, кома, замаяност, летаргия, гадене, обриви, треперене, повръщане, световъртеж.

## Добиване
Естествен ментол се извлича чрез замразяване на масло от ментовия сорт Mentha × piperita. Получените ментолови кристали след това се отделят чрез филтрация.
Общото световно производство на ментол за 1998 г. е 12 хил. тона, от които 2,5 хил. тона са създадени по изкуствен път. Към 2005 г. годишното производство на синтетичен ментол е почти 5 хил. тона. Сред най-големите производители на ментол в света са Индия и Китай.
Около 3 хил. тона ментол годишно се произвеждат по метода на японеца Рьоджи Нойори (който е награден с Нобелова награда за химия през 2001 г. за това си откритие) за изомеризация на алилните амини:
Процесът започва с образуването на алилен амин от мирцен, който се подлага на асиметрична изомеризация при наличието на BINAP родиев комплекс, при което се получава (след хидролиза) енантиомерически чист R-цитронелал. Той се циклизира чрез карбонилна енова реакция, започната от цинков бромид, до изопулегол, който на свой ред се хидрогенира, за да се получи чист (1R,2S,5R)-ментол.
Друг процес е този на Харман-Раймер. Той започва с m-крезол, който се алкализира с пропен до тимол. Това съединение се хидрогенира, а след това рацематният ментол се отделя чрез фракционна дестилация. Енантиомерите се отделят чрез хирална резолюция в реакция с метил бензоат, селективна кристализация и накрая хидролиза: